# Sojuz 14
Sojuz 14 (kod wywoławczy Беркут - orzeł przedni) przetransportował kosmonautów Jurija Artiuchina i Pawła Popowicza na stację kosmiczną Salut 3. Misja stanowiła część radzieckiego programu Ałmaz, mającego na celu oszacowanie możliwości wojskowego wykorzystania załogowych lotów kosmicznych. Wojskowa natura misji nie była oficjalnie ogłoszona przez władze radzieckie.

## Załoga

### Podstawowa
- Paweł Popowicz (2)
- Jurij Artiuchin (1)

### Rezerwowa
- Giennadij Sarafanow (1)
- Lew Diomin (1)

### Druga rezerwowa
- Borys Wołynow (2)
- Witalij Żołobow (1)

## Przebieg misji
Kosmonauci wystartowali z kosmodromu Bajkonur 3 lipca 1974 roku. Po dwóch dniach lotu weszli na pokład Saluta. Pierwsze zadanie polegało na sprawdzeniu wszystkich układów stacji oraz warunków życiowych panującej w jej wnętrzu. Załoga sprawdzała możliwości wykorzystania stacji Salut jako załogowego satelity rozpoznawczego. Kosmonauci przetestowali także inne elementy systemu, takie jak panele słoneczne, przeprowadzili też serię eksperymentów biomedycznych. Władze ogłosiły, że wszystkie cele misji zostały wykonane. 
Kosmonauci przez cały czas trwania misji ćwiczyli przez dwie godziny dziennie, aby zredukować negatywne efekty przebywania w stanie nieważkości. Na pokładzie stacji była ruchoma bieżnia. Kosmonauci poruszając się na niej byli dociskani sprężystymi pasami o docisku około 50 kg. Stwierdzili, że przy powolnym poruszaniu się dużymi krokami następowały zakłócenia w usytuowaniu stacji. Eksperyment wykazał konieczność udoskonalenia układu stabilizacji kolejnych stacji kosmicznych. Gimnastyka pozwoliła obu kosmonautom zachowanie kondycji fizycznej podczas całego pobytu w stanie nieważkości. Dzięki temu byli w stanie opuścić pojazd o własnych siłach po lądowaniu.
Charakterystyczną cechą misji był stosunkowo znaczny wiek członków załogi. W czasie lotu Popowicz miał 44. lata, podobnie jak jego współtowarzysz – Jurij Artiuchin. Byli to pierwsi kosmonauci, którzy znaleźli się na pokładzie radzieckiej stacji kosmicznej i po wylądowaniu mogli zdać relację z pobytu.